# Lijst van voetbalinterlands Nigeria - Senegal
Deze lijst van voetbalinterlands is een overzicht van alle officiële voetbalwedstrijden tussen de nationale teams van Nigeria en Senegal. De landen hebben tot op heden achttien keer tegen elkaar gespeeld. De eerste ontmoeting, een vriendschappelijke wedstrijd, vond plaats op 27 februari 1963 in Accra (Ghana). Het laatste duel, een groepswedstrijd tijdens het African Championship of Nations 2024, werd gespeeld in Zanzibar (Tanzania) op 5 augustus 2025.

## Wedstrijden
| №  | Plaats    | Datum            | Competitie                           | Wedstrijd         | Uitslag |
| -- | --------- | ---------------- | ------------------------------------ | ----------------- | ------- |
| 1  | Accra     | 27 februari 1963 | Vriendschappelijk                    | Nigeria − Senegal | 4 − 0   |
| 2  | Dakar     | 13 april 1963    | Vriendschappelijk                    | Senegal − Nigeria | 5 − 1   |
| 3  | Dakar     | 25 april 1975    | Vriendschappelijk                    | Senegal − Nigeria | 1 − 0   |
| 4  | Dakar     | 30 oktober 1977  | Afrika Cup 1978 kwalificatie         | Senegal − Nigeria | 3 − 1   |
| 5  | Lagos     | 13 november 1977 | Afrika Cup 1978 kwalificatie         | Nigeria − Senegal | 3 − 0   |
| 6  | Lagos     | 15 november 1983 | Vriendschappelijk                    | Nigeria − Senegal | 1 − 0   |
| 7  | Dakar     | 19 november 1983 | Vriendschappelijk                    | Senegal − Nigeria | 0 − 1   |
| 8  | Bauchi    | 28 januari 1990  | Vriendschappelijk                    | Nigeria − Senegal | 1 − 1   |
| 9  | Dakar     | 12 januari 1992  | Afrika Cup 1992                      | Senegal − Nigeria | 1 − 2   |
| 10 | Dakar     | 28 februari 1999 | Afrika Cup 2000 kwalificatie         | Senegal − Nigeria | 1 − 1   |
| 11 | Lagos     | 7 februari 2000  | Afrika Cup 2000                      | Nigeria − Senegal | 2 − 1   |
| 12 | Bamako    | 7 februari 2002  | Afrika Cup 2002                      | Senegal − Nigeria | 2 − 1   |
| 13 | Dakar     | 12 oktober 2002  | Vriendschappelijk                    | Senegal − Nigeria | 2 − 2   |
| 14 | Port Said | 31 januari 2006  | Afrika Cup 2006                      | Nigeria − Senegal | 2 − 1   |
| 15 | Caïro     | 9 februari 2006  | Afrika Cup 2006                      | Senegal − Nigeria | 0 − 1   |
| 16 | Londen    | 23 maart 2017    | Vriendschappelijk                    | Nigeria − Senegal | 1 − 1   |
| 17 | Dakar     | 16 juni 2019     | Vriendschappelijk                    | Senegal − Nigeria | 1 − 0   |
| 18 | Zanzibar  | 5 augustus 2025  | African Championship of Nations 2024 | Senegal − Nigeria | 1 − 0   |

## Samenvatting
| Competitie                      | Totaal gespeeld | Winst Nigeria | Gelijk | Winst Senegal | Doelsaldo Nigeria – Senegal |
| ------------------------------- | --------------- | ------------- | ------ | ------------- | --------------------------- |
| Afrika Cup                      | 5               | 4             | 0      | 1             | 8 − 5                       |
| Afrika Cup-kwalificatie         | 3               | 1             | 1      | 1             | 5 − 4                       |
| African Championship of Nations | 1               | 0             | 0      | 1             | 0 − 1                       |
| Vriendschappelijk               | 9               | 3             | 3      | 3             | 11 − 11                     |
| Totaal                          | 18              | 8             | 4      | 6             | 24 − 21                     |

## Details

### Negende ontmoeting
| Afrika Cup 1992 (Dakar, Senegal, 12 januari 1992): |       |                                     |
| Senegal                                            | 1 – 2 | Nigeria                             |
| Jules Bocandé 36'                                  | goals | 13' Samson Siasia 89' Stephen Keshi |

### Vijftiende ontmoeting
| Troostfinale Afrika Cup 2006 (Caïro, Egypte, 9 februari 2006): |       |                 |
| Senegal                                                        | 0 – 1 | Nigeria         |
|                                                                | goals | 79' Garba Lawal |

### Zestiende ontmoeting
| Vriendschappelijk (Londen, Verenigd Koninkrijk, 23 maart 2017): |       |                |
| Nigeria                                                         | 1 – 1 | Senegal        |
| Kelechi Iheanacho 82'                                           | goals | 54' Moussa Sow |

NFA · A-internationals · Selecties · Bondscoaches · Statistieken · Nigeriaans vrouwenelftal · Olympisch elftal · Nigeria U21 · Nigeria U20 · Nigeria U19 · Nigeria U18 · Nigeria U17
1950 – 1959 · 
1960 – 1969 · 
1970 – 1979 · 
1980 – 1989 · 
1990 – 1999 · 
2000 – 2009 · 
2010 – 2019 ·
2020 − 2029
CC 1995 · 
CC 2013
WK 1994 · 
WK 1998 · 
WK 2002 · 
WK 2010 · 
WK 2014 · 
WK 2018
OS 1968 · 
OS 1980 · 
OS 1988 · 
OS 1996 · 
OS 2000 · 
OS 2008 · 
OS 2016
1949 · 
1950 · 1951 · 1952 · 1953 · 1954 · 
1955 · 
1956 · 
1957 · 
1958 · 
1959 · 
1960 · 
1961 · 
1962 · 
1963 · 
1964 · 
1965 · 
1966 · 
1967 · 
1968 · 
1969 · 
1970 · 
1971 · 
1972 · 
1973 · 
1974 · 
1975 · 
1976 · 
1977 · 
1978 · 
1979 · 
1980 · 
1981 · 
1982 · 
1983 · 
1984 · 
1985 · 
1986 · 
1987 · 
1988 · 
1989 · 
1990 · 
1991 · 
1992 · 
1993 · 
1994 · 
1995 · 
1996 · 
1997 · 
1998 · 
1999 · 
2000 · 
2001 · 
2002 · 
2003 · 
2004 · 
2005 · 
2006 · 
2007 · 
2008 · 
2009 · 
2010 · 
2011 · 
2012 · 
2013 · 
2014 ·
2015 ·
2016 ·
2017 ·
2018 ·
2019 ·
2020 ·
2021 ·
2022 ·
2023 ·
2024 ·
2025
Algerije ·
Angola ·
Argentinië ·
Australië ·
Benin ·
Bosnië en Herzegovina ·
Botswana ·
Brazilië ·
Bulgarije ·
Burkina Faso ·
Burundi ·
Canada ·
Centraal-Afrikaanse Republiek ·
Colombia ·
Congo-Brazzaville ·
Congo-Kinshasa ·
Costa Rica ·
Denemarken ·
Duitsland ·
Ecuador ·
Egypte ·
Engeland ·
Equatoriaal-Guinea ·
Eritrea ·
Ethiopië ·
Frankrijk ·
Gabon ·
Gambia ·
Georgië ·
Ghana ·
Griekenland ·
Guinee ·
Guinee-Bissau ·
Ierland ·
IJsland ·
Indonesië ·
Iran ·
Italië ·
Ivoorkust ·
Jamaica ·
Japan ·
Joegoslavië ·
Jordanië ·
Kaapverdië · 
Kameroen ·
Kenia ·
Kroatië ·
Lesotho ·
Liberia ·
Libië ·
Luxemburg ·
Madagaskar ·
Malawi ·
Mali ·
Marokko ·
Mexico ·
Mozambique ·
Namibië ·
Nederland ·
Niger ·
Noord-Korea ·
Noord-Macedonië ·
Noorwegen ·
Oeganda ·
Oekraïne ·
Oezbekistan ·
Oostenrijk ·
Paraguay ·
Peru ·
Polen ·
Portugal ·
Roemenië ·
Rusland ·
Rwanda ·
Saoedi-Arabië ·
Sao Tomé en Principe ·
Schotland ·
Senegal ·
Servië ·
Seychellen ·
Sierra Leone ·
Soedan ·
Spanje ·
Swaziland ·
Tahiti ·
Tanzania ·
Thailand ·
Togo ·
Tsjaad ·
Tsjechië ·
Tunesië ·
Uruguay ·
Venezuela ·
Verenigde Staten ·
Zambia ·
Zimbabwe ·
Zuid-Afrika ·
Zuid-Korea ·
Zweden ·
Zwitserland
Argentinië (2010) ·
Argentinië (2014) ·
Argentinië (2018) ·
Bosnië en Herzegovina (2014) ·
Burkina Faso (2013) ·
Frankrijk (2014) ·
Iran (2014) ·
IJsland (2018) ·
Kroatië (2018) ·
Zuid-Korea (2010)
FSF · 
A-internationals · 
Bondscoaches · Selecties · Senegalees vrouwenelftal · 
Olympisch elftal
1960 – 1969 · 
1970 – 1979 · 
1980 – 1989 · 
1990 – 1999 · 
2000 – 2009 · 
2010 – 2019 · 
2020 – 2029
WK 2002 · 
WK 2018 ·
WK 2022
OS 2012
1959 · 
1960 · 
1961 · 
1962 · 
1963 · 
1964 · 
1965 · 
1966 · 
1967 · 
1968 · 
1969 · 
1970 · 
1971 · 
1972 · 
1973 · 
1974 · 
1975 · 
1976 · 
1977 · 
1978 · 
1979 · 
1980 · 
1981 · 
1982 · 
1983 · 
1984 · 
1985 · 
1986 · 
1987 · 
1988 · 
1989 · 
1990 · 
1991 · 
1992 · 
1993 · 
1994 · 
1995 · 
1996 · 
1997 · 
1998 · 
1999 · 
2000 · 
2001 · 
2002 · 
2003 · 
2004 · 
2005 · 
2006 · 
2007 · 
2008 · 
2009 · 
2010 · 
2011 · 
2012 · 
2013 · 
2014 ·
2015 ·
2016 ·
2017 ·
2018 ·
2019 ·
2020 ·
2021 ·
2022 ·
2023 ·
2024 ·
2025
Algerije ·
Angola ·
Benin ·
Bolivia ·
Bosnië en Herzegovina ·
Botswana ·
Brazilië ·
Burkina Faso ·
Burundi ·
Centraal-Afrikaanse Republiek ·
Chili ·
China ·
Colombia · 
Congo-Brazzaville ·
Congo-Kinshasa ·
Denemarken ·
Ecuador ·
Egypte ·
Engeland ·
Equatoriaal-Guinea ·
Eritrea ·
Ethiopië ·
Frankrijk ·
Gabon ·
Gambia ·
Ghana ·
Griekenland ·
Guinee ·
Guinee-Bissau ·
Ierland ·
Indonesië ·
Iran ·
Ivoorkust ·
Japan ·
Kaapverdië ·
Kameroen ·
Kenia ·
Kosovo ·
Kroatië · 
Lesotho ·
Liberia ·
Libië ·
Luxemburg ·
Madagaskar ·
Malawi ·
Maleisië ·
Mali ·
Marokko ·
Mauritanië ·
Mauritius ·
Mexico ·
Mozambique ·
Namibië ·
Nederland ·
Niger ·
Nigeria ·
Noorwegen ·
Oeganda ·
Oezbekistan ·
Oman ·
Polen ·
Qatar ·
Rwanda ·
Saoedi-Arabië ·
Sierra Leone ·
Soedan ·
Swaziland ·
Tanzania ·
Togo ·
Tunesië ·
Turkije ·
Uruguay ·
Verenigde Arabische Emiraten ·
Zambia ·
Zimbabwe ·
Zuid-Afrika ·
Zuid-Korea ·
Zuid-Soedan ·
Zweden
Algerije (2019, 2) ·
Colombia (2018) ·
Denemarken (2002) ·
Engeland (2022) ·
Frankrijk (2002) ·
Japan (2018) ·
Nederland (2022) ·
Polen (2018) ·
Uruguay (2002)